# Гавриил Кюстендилски
Гавриил е печки духовник, епископ на Кюстендил (Коласия, Баня) през втората половина на XVIII век.

## Биография
Гавриил се споменава в султанския берат от 1766 година за закриване на Печката патриаршия, по силата на който Коласийската епископия преминава на подчинение на Цариградската патриаршия под името Кюстендилска епархия.
В султанския берат от 1766 г. Гаврил е именуван като „митрополит Кюстендилски“:
| „ | Печкият патриарх Калиник, нишкият митрополит (бивш по рано печки патриарх) Гавриил, скопският митрополит Константин, босненският митрополит Серафим, ужичкият митрополит Митрофан, белградският митрополит Еремия, самоковският митрополит Неофит и кюстендилският митрополит Гаврил – всичките тези 8 упоменати митрополити, като дойдоха в моя царски престолен град, лично поднесоха молба, потвърдена с печати, щото Печката патриаршия заедно със своите митрополити да се присъедини към гръцко-цариградската патриаршия, и за в бъдеще цариградският патриарх сам, заедно със своя синод мен да известява за работите и особените потреби на митрополитите, за назначаването и уволняването им, според черковно-йерархийския устав. | “ |